# Символ валюти
Символ валюти (¤) — символ, який може бути використаний у тих випадках, коли валюта не має власного символьного позначення чи у комп'ютерному шрифті недоступний або відсутній знак конкретної валюти. Так, позначення ¤ 2,50 слід розуміти як «дві з половиною одиниці певної валюти», яку можна визначити лише з контексту. Символ був вперше використаний 1972 року в стандарті ASCII. Являє собою злегка підняте над основним рядком коло, від якого під кутом 90° один щодо одного відходять чотири промені.